# Die Millionenmine
Die Millionenmine ist ein kurzer, deutscher Kriminalstummfilm von Harry Piel aus dem Jahre 1913 mit Hedda Vernon in der Hauptrolle.

## Handlung
Einst hatte der smarte Detektiv Brown die Verbrecherin Ellen Sandow überführt und ins Gefängnis gebracht. Nun besucht er sie auf der dortigen Krankenstation. Als Ellen ihre Strafe verbüßt hat und das Gefängnis verlässt, findet sie zunächst mit Browns Hilfe Aufnahme im Luxushotel „Esplanade“, wo ein reicher Verwandter Browns sie aufnimmt. Ellen droht in die alten Fahrwasser zu geraten, als sie in der Edelunterkunft auf einen früheren Gangsterkumpan trifft. 
Dieser John Verdon hat die Absicht, den wertvollen Plan einer Minengesellschaft zu stehlen und hofft auf Ellens Mithilfe. Doch diese hat aus ihren Fehlern der Vergangenheit gelernt und informiert Brown über Verdons finstere Pläne. Nach weiteren turbulenten Ereignissen gelingt es Brown, dem Schurken das Handwerk zu legen.

## Produktionsnotizen
Die Millionenmine entstand im August und September 1913 im Vitascope-Atelier in Berlin-Weißensee. Nach der Zensurprüfung im November 1913 erhielt der dreiaktige Film Jugendverbot. Die Uraufführung von Die Millionenmine fand stark verspätet am 23. Mai 1914 statt. Am 7. Juni 1921 erhielt der Film eine Neuzensur.
Die Filmbauten entwarf Hermann Warm.
Die Darsteller Hedda Vernon und Hubert Moest waren zum Zeitpunkt der Dreharbeiten miteinander verheiratet.